# Liste der Monuments historiques in Étréchy (Marne)
Die Liste der Monuments historiques in Étréchy führt die Monuments historiques in der französischen Gemeinde Étréchy auf.

## Liste der Objekte
| Bezeichnung              | Beschreibung                          | Standort                       | Kennzeichnung | Schutzstatus | Datum | Bild |
| ------------------------ | ------------------------------------- | ------------------------------ | ------------- | ------------ | ----- | ---- |
| Turmuhr                  | mit Uhrwerk; aus dem 19. Jahrhundert  | in der Kirche St-Martin (Lage) | PM51003420    | Inscrit      | 2001  |      |
| Kruzifix                 | Holz, 17. Jahrhundert                 | in der Kirche St-Martin (Lage) | PM51002658    | Inscrit      | 1977  |      |
| Gemälde Maria Immaculata | Ölfarbe auf Leinwand, 17. Jahrhundert | in der Kirche St-Martin (Lage) | PM51002659    | Inscrit      | 1977  |      |
| Kronleuchter             | Glas, 19. Jahrhundert                 | in der Kirche St-Martin (Lage) | PM51002660    | Inscrit      | 1977  |      |